# Katori (nave da battaglia)
La corazzata Katori fu una nave da battaglia della Marina imperiale giapponese, capoclasse della omonima classe.

## Il varo
La Katori, che prese il nome da un santuario scintoista della città di Katori, fu commissionata nel gennaio del 1904 alla britannica Vickers. La chiglia venne posata il 27 aprile 1904 ed il varo effettuato nei cantieri di Barrow-in-Furness il 4 luglio 1905, alla presenza della principessa e del principe Arisugawa. L'evento venne ripreso da due brevi documentari (le news dell'epoca) girati da Cecil M. Hepworth, uno dei pionieri del cinema muto britannico. La nave venne completata il 20 marzo 1906. Katori partì dalla Gran Bretagna il 7 giugno per il suo viaggio inaugurale e crociera di prova, arrivando a Yokosuka il 15 agosto.

## Servizio
La Katori venne impiegata durante la prima guerra mondiale per occupare Saipan, all'epoca sotto il dominio tedesco, il 14 ottobre 1914. Successivamente la nave venne sottoposta a raddobbo nel 1914, fino al 1916 inoltrato, ed assegnata al secondo squadrone da battaglia dopo il suo completamento. Durante il raddobbo, due cannoni antiaerei da 12 libbre vennero rimpiazzati da due 12 libbre ad alzo minore. Nel 1917-18 divenne l'ammiraglia del quinto squadrone da battaglia, e servì da nave comando per il comandante in capo giapponese a Nikolayevsk sull'Amur verso la fine del 1918 durante l'intervento giapponese in Siberia nell'ambito della guerra civile russa.
Il 3 marzo 1921 la Katori, scortata dalla sua gemella Kashima, partì da Yokohama diretta in Gran Bretagna trasportando il principe della corona Hirohito, il primo principe nipponico a viaggiare all'estero. Le navi arrivarono a Portsmouth il 9 maggio ed Hirohito lasciò la nave per viaggiare in Europa; Hirohito salì a bordo della nave a Napoli alcuni mesi dopo per il rientro a casa. la nave venne posta in disarmo nell'aprile 1922, cancellata dall'elenco della flotta il 20 settembre 1923 e rottamata all'Arsenale Navale di Maizuru entro il 29 gennaio 1925 per soddisfare i termini del trattato navale di Washington.